# Fabián Gutiérrez Lasso de la Vega Cabrera y Madariaga
Fabián Gutiérrez Lasso de la Vega Cabrera y Madariaga (Almendralejo, 23 de octubre de 1819 - Madrid, 10 de abril de 1880) fue un político y noble español.

## Biografía
Fabián Gutiérrez y Lasso de la Vega, era hijo de Fabián Gutiérrez de la Barreda y Cabrera, y de Josefa Lasso de la Vega y Madariaga.
Licenciado en Jurisprudencia, fue caballero maestrante de la Real de Sevilla, gentilhombre de cámara con ejercicio de su majestad la Reina Isabel II y del Rey Alfonso XII, y político muy influyente en su tiempo.
Fue conde consorte de Osilo, tras casarse con la condesa de Osilo, doña María Josefa de Silva-Bazán y Téllez-Girón, dama de la Orden de las Damas Nobles de la Reina María Luisa, viuda de su primo Manuel de Carvajal y Lasso de la Vega, hija de José Gabriel de Silva-Bazán y Waldstein y de Joaquina Téllez-Girón y Pimentel, y nieta de los Duques de Osuna.
Falleció el 10 de abril de 1880 en Madrid.